# Senegal i olympiska sommarspelen 2000
Senegal deltog i de olympiska sommarspelen 2000 med en trupp bestående av 28 deltagare, men ingen av landets deltagare erövrade någon medalj.

## Basket
Damer
- Mame Maty Mbengue
- Bineta Diouf
- Yacine Khady Ngom
- Coumba Cissé
- Marieme Lo
- Awa Guèye
- Ndialou Paye
- Mbarika Fall
- Khady Diop
- Adama Diakhaté
- Fatime N'Diaye
- Astou N'Diaye

Gruppspel
| Lag        | Vinster | Förluster | PF  | PA  | Poäng |
| ---------- | ------- | --------- | --- | --- | ----- |
| Australien | 5       | 0         | 394 | 274 | 10    |
| Frankrike  | 4       | 1         | 338 | 287 | 9     |
| Brasilien  | 2       | 3         | 358 | 353 | 7     |
| Slovakien  | 2       | 3         | 294 | 282 | 7     |
| Kanada     | 2       | 3         | 313 | 317 | 7     |
| Senegal    | 0       | 5         | 199 | 383 | 5     |

## Boxning
Lätt tungvikt
- Fall El Hadji Djibril
  - Omgång 1 — Förlorade mot Alexander Lebziak från Ryssland (gick inte vidare)

## Brottning
- Abdou Badji
- Ibrahima Sarr
- Alioune Diouf

## Friidrott
Herrarnas 200 meter
- Oumar Loum
  1. Omgång 1 — 20.87
  2. Omgång 2 — 20.6 (gick inte vidare)

Herrarnas 400 meter häck
- Ibou Faye
  1. Omgång 1 — 50.09 (gick inte vidare)

Herrarnas 4 x 400 meter stafett
- Ibou Faye, Oumar Loum, Ousmane Niang, Youssoupha Sarr
  1. Omgång 1 — 03:02.67
  2. Semifinal — 03:02.94 (gick inte vidare)

Damernas 100 meter
- Aminata Diouf
  1. Omgång 1 — 11.65 (gick inte vidare)

Damernas 200 meter
- Aïda Diop
  1. Omgång 1 — 23.46 (gick inte vidare)

Damernas 400 meter
- Amy Mbacke Thiam
  1. Omgång 1 — 51.79
  2. Omgång 2 — 51.64
  3. Semifinal — 51.60 (gick inte vidare)

Damernas 400 meter häck
- Tacko Diouf
  1. Omgång 1 — 58.65 (gick inte vidare)

Damernas 4 x 400 meter stafett
- Aïda Diop, Aminata Diouf, Tacko Diouf, Amy Mbacke Thiam
  1. Omgång 1 — 03:28.02 (gick inte vidare)

Övriga tävlande
- Kène Ndoye
- Hachim Ndiaye
- Jean Dominique Diémé
- Sophie Domenech
- Youssou Diakhaté
- Alioune Sow

Damernas tresteg
- Kene Ndoye
  1. Kval — 13.94 (gick inte vidare)